# Herman Melville
Herman Melville (n. 1 august 1819, New York City, New York, SUA – d. 28 septembrie 1891, New York City, New York, SUA) a fost un scriitor și eseist american, cunoscut mai ales pentru romanul său Moby Dick, care l-a făcut celebru postum.
Povestitor captivant, rapsod al peisajului marin și exotic, creator de tipuri umane de puternică vitalitate, a scris romane inspirate din viața indigenilor insulari din mările Sudului, evocând relațiile dure dintre oamenii mării sau aspirația eroului romantic către un ideal inaccesibil.
De asemenea, a fost un maestru al povestirilor și ale jurnalelor de călătorie.  Opera sa poetică, valorificată postum, de celebrare a unor bătălii și eroi din Războiul Civil, de evocare a peisajului marin sau de meditație lirico-filozofică asupra vieții, îl situează printre poeții reprezentativi de limbă engleză ai secolului al XIX-lea.

## Biografie
Herman Melville s-a născut pe 1 august 1819 la New York. Tatăl lui, Allan Gansevoort Melvill, era scoțian și mama sa, Maria, era olandeză, ambii cu origini aristocratice. Falimentul tatălui îl silește să întrerupă studiile școlare la vârsta de 15 ani. În amintirile sale afirma că gustul pentru aventuri l-a dobândit ascultând povestirile tatălui său Allan despre valuri marine monstruoase, înalte cât un munte, despre catarge de corăbii care se rupeau ca surcelele în bătaia furtunilor, despre peripețiile unei călătorii pe mare către Le Havre sau Liverpool. După moartea tatălui în 1832, familia se mută la Lansingburg, pe fluviul Hudson, unde tânărul Herman studiază la Albany Classical School. Lui Melville îi place însă să călătorească și în anul 1835. se îmbarcă pe un vas ancorat în portul orașului New York, traversează oceanul Atlantic, ca elev matelot până la Liverpool, vizitează Londra și se întoarce cu aceeași navă. În romanul Redburn: His First Voyage (Redburn: Prima sa călătorie), publicat în 1848, s-a inspirat din această experiență.
Câțiva ani își asigură existența dând lecții particulare ca meditator. Impresionat de lectura cărții Two Years Before the Mast (Doi ani la catarg) de Richard Henry Dana, apărută în 1840, Melville se îmbarcă din nou ca marinar și, pe 1 ianuarie 1841, părăsește portul New Bedford, statul Massachusetts, pe bordul balenierei Acushnet în direcția Oceanului Pacific. Ajuns la Insulele Marchize, părăsește nava. Impresiile din călătoria efectuată constituie tema povestirilor Taipi (1846) și Omoo (1847). După ce stă câtva timp în Insulele Societății, ajunge la Honolulu iar de aici, pe bordul fregatei americane United States, ajunge în toamna anului 1844 la Boston. Și experiența acestei călătorii va face obiectul unei povestiri, White Jacket: or, The World in a Man-of-War (Redingota albă sau lumea de pe o navă de război, 1850).
În 1847, Melville se căsătorește la Boston cu Elizabeth Shaw. Vor locui împreună în New York City până în anul 1850, când cumpără o fermă în Pittsfeld. În anul următor apare romanul Moby Dick, carte care nu a atras la început atenția publicului. Între anii 1857 și 1870 are diverse ocupații la școlile din regiune și ține un ciclu de conferințe pe tema aventurilor din mările sudului. Mai târziu lucrează ca agent vamal al orașului New York. Herman Melville moare pe 28 septembrie 1891, după o boală de câteva luni, fiind înmormântat în cimitirul Woodlawn din cartierul Bronx (parte a orașului New York).

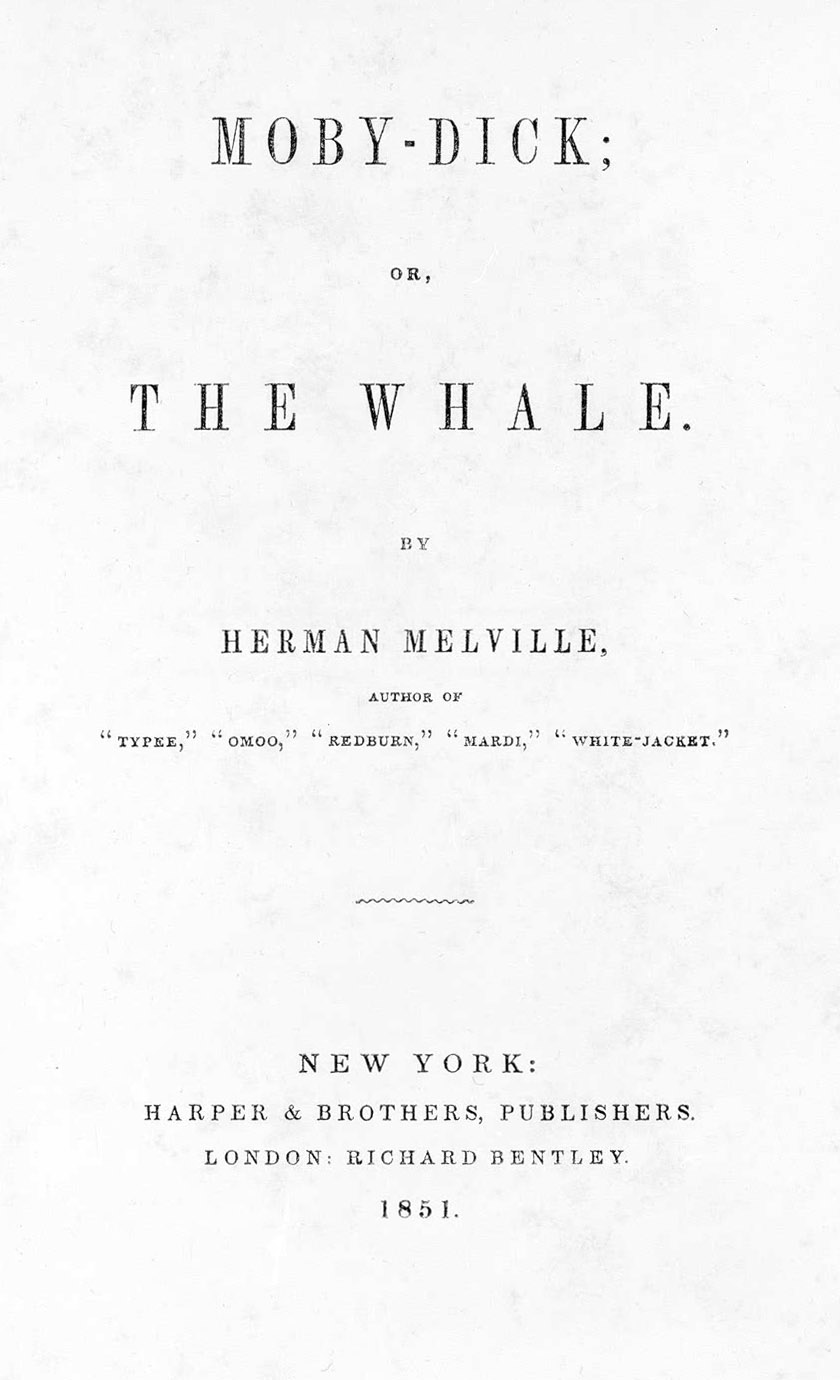
Coperta romanului care l-a făcut celebru pe Melville, Moby Dick.

## Moby Dick
Abia la câțiva ani după moartea lui Melville, romanul Moby Dick este redescoperit de public, recunoscându-i-se calitățile literare care i-au asigurat o popularitate crescândă ca una din creațiile cele mai importante ale literaturii universale. Romanul istorisește aventurile căpitanului Ahab al navei Pequod, obsedat de dorința de a ucide legendara balenă albă, Moby Dick, care îi cauzase pierderea unei picior de la gambă. Povestitorul este un membru al echipajului, Ishmael. Proza lui Melville este complexă și de o imaginație bogată, ceea ce a făcut din el unul din cei mai fini stiliști ai limbajului din literatura americană, alături de William Faulkner, Henry James și Thomas Pynchon. Romanul este dedicat prietenului său, scriitorul Nathaniel Hawthorne, care i-a influențat scrierile. După acest roman s-au realizat mai multe filme cinematografice.

## Operă

### Romane
- 1846, Taipi: A Peep at Polynesian Life;
- 1847, Omoo: A Narrative of Adventures in zhe South Seas, ("Omoo: Relatarea aventurilor din Oceanul indian");
- 1849, Redburn: His First Voyage ("Redburn: Prima lui călătorie");
- 1849, Mardi: and a Voyage Thither ("Mardi și o călătorie până acolo");
- 1850, White-Jacket: or The World in a Man-of-War ("Tunica albă sau lumea pe un vas de război");
- 1851, Moby Dick, roman alegoric, epopee a spiritului uman în încleștarea dramatică cu forțele naturii;
- 1855, Israel Potter: His Fifty Years of Exile;
- 1857, The Confidence Man: His Masquerade.

### Povestiri
- 1853: Bartleby, the Scrivener; a Story of Wall Street ("Bartleby copistul, o poveste de pe Wall Street")[19]
- 1856: The Piazza Tales ("Povestiri de pe verandă");
- 1924 (postum): Billy Budd Sailor: An Inside Narrative, adaptat de compozitorul Benjamin Britten pentru o operă lirică.

### Poezii
- 1866: Battle Pieces: And Aspects of the War ("Poezii despre bătălii și viziuni de război");
- 1876: Clarel: A Poem and Pilgrimage in the Holy Land;
- 1888: John Marr and Other Sailors ("John Marr și alți marinari");
- 1891: Timolcon.

## Traduceri în limba română
- Melville, Herman, Taipi, București, 1960, 308 pagini: Editura Tineretului;
- Melville, Herman, Moby Dick, tradus de Petre Solomon, București, 1973, vol I+II, 291 + 438 pagini: Editura Minerva, Colecția: BPT serie nouă;
- Melville, Herman, Pierre, tradus de Anda Teodorescu, București, 1985, 445 pagini: Editura Univers, Clasicii Literaturii Universale;